# Alessandro Alessandroni
Alessandro Alessandroni (Soriano nel Cimino, 16 marzo 1925 – Swakopmund, 26 marzo 2017) è stato un compositore, direttore d'orchestra, arrangiatore e polistrumentista italiano.
Fu noto per la sua grande abilità nel fischiare, dimostrata soprattutto in molte colonne sonore di spaghetti western di Ennio Morricone o Franco Micalizzi e per aver fondato e diretto il gruppo vocale I Cantori Moderni. Fu uno di quei personaggi che, pur restando prevalentemente dietro le quinte, contribuirono in prima persona alla realizzazione di moltissime musiche di successo.

## Biografia

### Gli inizi
Inizia a suonare la chitarra da autodidatta, con l'aiuto di un amico chitarrista; a 13 anni acquista il suo primo mandolino, dedicando gran parte del suo tempo all'ascolto della musica classica e diventando in poco tempo un virtuoso dello strumento.
I suoi primi passi nel mondo della musica li ha mossi a Soriano nel Cimino, paese originario della madre, dove la famiglia trascorreva l'estate e il giovane Alessandro passava il tempo suonando chitarra, fisarmonica e mandolino in una bottega artigiana.
A vent'anni forma quindi la sua prima band, con la quale si esibisce in vari spettacoli danzanti, passando da uno strumento all'altro e diventando un polistrumentista: suona la chitarra, il pianoforte, la fisarmonica, il sax, il flauto, il mandolino e il sitar.

### Il fischio
Negli anni, Alessandroni inizia a lavorare per la casa di produzione cinematografica Fonolux: qui ha modo di conoscere il maestro Nino Rota, che lo chiama a lavorare con lui come chitarrista nella sua orchestra, con la quale inizia a partecipare alle incisioni di alcune colonne sonore.
È proprio il maestro milanese, e barese d'adozione (in quanto ricoprì per tanti anni l'incarico di direttore del conservatorio di Bari) che, avendo bisogno per la realizzazione di una colonna sonora di un brano fischiato, ed essendosi Alessandroni offerto come volontario per fischiare, scopre questa qualità nel musicista che, da quel momento, viene spesso chiamato per incidere parti fischiate, specialmente in colonne sonore di spaghetti western.
La collaborazione più nota è quella con Ennio Morricone: è di Alessandroni, per esempio, il fischio in Per un pugno di dollari, ma collaborerà anche a Per qualche dollaro in più e Il buono, il brutto, il cattivo; per questo motivo, Federico Fellini lo avrebbe soprannominato "Fischio", notizia però non confermata dallo stesso Alessandroni.
Anche in Lo chiamavano Trinità...  del 1970, il fischio che caratterizza la sigla di testa e di coda (autore Franco Micalizzi) è di Alessandroni.

### Altre attività
Nel 1967 riscuoterà anche un buon successo con un 45 giri, Ero l'attendente del kaiser, pubblicato per la CDB. Un'altra sua collaborazione celebre è quella con il maestro Piero Umiliani, per il quale canterà insieme alla moglie nel celebre motivo Mah-nà mah-nà (dalla colonna sonora di Svezia, inferno e paradiso), e in molte altre colonne sonore. Nel 1970, per la ARC, esce un album dedicato a dodici delle canzoni partecipanti a Canzonissima 1969 in versione strumentale: solista all'organo Hammond è un non meglio precisato Ron Alexander, che altri non è che lo stesso Alessandroni, il quale assume per l'occasione uno pseudonimo.
Alessandroni è anche autore di musica per colonne sonore, che ha inciso, spesso facendosi accompagnare dal gruppo dei Marc 4; ha inoltre collaborato con il maestro Franco Mannino. Insieme a Bruno Battisti D'Amario e a Bruno De Filippi è stato uno dei primi suonatori di sitar italiani, partecipando con questo strumento a molte incisioni. Con la sua orchestra ha pubblicato alcune incisioni per la Beat Records Company, casa discografica dell'amico Franco De Gemini. Negli ultimi anni si è anche dedicato alla pittura.
Nel 1999 la sua Roman song è stata inserita nella colonna sonora del film di Rob Reiner Storia di noi due (con Michelle Pfeiffer e Bruce Willis). Dal 2000 numerosi concerti e registrazioni con il chitarrista Sisto Feroli di cui tra l'altro ha eseguito e inciso, col fischio e col mandolino, varie composizioni tra cui Tema d'amore. Nel 2008 ha collaborato con i Baustelle, fischiando nella canzone Spaghetti western (contenuta nel loro album Amen). Nel 2009 ha collaborato con i Guano Padano, fischiando nel brano "Bull Buster"

### I Cantori Moderni di Alessandroni
Dotato di una buona voce, Alessandroni affianca all'attività nel mondo del cinema anche quella di corista nel gruppo vocale I 2 + 2 di Nora Orlandi, che in seguito diventeranno i 4 + 4 di Nora Orlandi, dal 1954 al 1956. Si stacca poi da esso per fondare il Quartetto Caravels (che incide molti 45 giri per la Juke Box di Carlo Alberto Rossi), dove tra i componenti vi è anche Giulia De Mutiis, che diventa la sua prima moglie ed è la madre di sua figlia Cinzia, anche lei cantante.
Nel 1961 il Quartetto partecipa alla manifestazione Giugno della canzone napoletana; l'anno dopo Alessandroni muta il nome del gruppo in I Cantori Moderni di Alessandroni, allargando la formazione da quartetto a ottetto, ed è con questa denominazione che il gruppo partecipa all'incisione di moltissimi dischi realizzati per la RCA Italiana in circa venti anni di attività. I Cantori si sciolgono nel 1981.

## Colonne sonore
- Operazione ricchezza, regia di Vittorio Musy Glori (1967)
- Quella sporca storia nel West, regia di Enzo G. Castellari (1967)
- Troppo per vivere... poco per morire, regia di Michele Lupo (1967)
- Vado... l'ammazzo e torno, regia di Enzo G. Castellari (1967)
- Hallò Ward! ...E furono vacanze di sangue, regia di Julio Salvador (1968)
- La taglia è tua... l'uomo l'ammazzo io!, regia di Edoardo Mulargia (1969)
- Lesbo (con Francesco De Masi), regia di Edoardo Mulargia (1969)
- Armida, il dramma di una sposa, regia di Bruno Mattei (1970)
- Formula 1 - Nell'Inferno del Grand Prix, regia di Guido Malatesta (1970)
- La guerra sul fronte Est, regia di Tanio Boccia (1970)
- O dirladas, regia di Soulis Georgiades (1970)
- Zorro il dominatore, regia di Josè Luis Merino (1970)
- Lady Frankenstein, regia di Mel Welles (1971)
- Lo strangolatore di Vienna, regia di Guido Zurli (1971)
- La terrificante notte del demonio, regia di Jean Brismée (1971)
- Su le mani, cadavere! Sei in arresto, regia di León Klimovsky (1971)
- Zorro, la maschera della vendetta (El Zorro de Monterrey), regia di José Luis Merino (1971)
- La vergine di Bali, regia di Guido Zurli (1972)
- Novelle galeotte d'amore, regia di Antonio Margheriti (1972)
- Elena sì... ma di Troia, regia di Alfonso Brescia (1973)
- Maria Rosa la guardona, regia di Marino Girolami (1973)
- Patroclooo!... e il soldato Camillone, grande grosso e frescone, regia di Mariano Laurenti (1973)
- Simbad e il califfo di Bagdad, regia di Pietro Francisci (1973)
- Di Tresette ce n'è uno, tutti gli altri son nessuno, regia di Giuliano Carnimeo (1974)
- Il giro del mondo degli innamorati di Peynet, regia di Cesare Perfetto (1974)
- La signora gioca bene a scopa?, regia di Giuliano Carnimeo (1974)
- Sette ore di violenza per una soluzione imprevista, regia di Michele Massimo Tarantini (1974)
- L'altro Dio, regia di Elio Bartolini (1975)
- La spacconata, regia di Alfonso Brescia (1975)
- Zanna Bianca e il cacciatore solitario, regia di Alfonso Brescia (1975)
- Cuginetta... amore mio!, regia di Bruno Mattei (1976)
- Don Milani, regia di Ivan Angeli (1976)
- Frittata all'italiana, regia di Alfonso Brescia (1976)
- L'adolescente, regia di Alfonso Brescia (1976)
- La dottoressa sotto il lenzuolo, regia di Gianni Martucci (1976)
- La professoressa di scienze naturali, regia di Michele Massimo Tarantini (1976)
- Liebes Lager, regia di Lorenzo Gicca Palli (1976)
- Mondo porno oggi, regia di Giorgio Mariuzzo (1976)
- Noi siam come le lucciole, regia di Giulio Berruti (1976)
- Sangue di sbirro, regia di Alfonso Brescia (1976)
- KZ9 - Lager di sterminio, regia di Bruno Mattei (1977)
- Incontri molto ravvicinati... del quarto tipo, regia di Mario Gariazzo (1978)
- Due pezzi di pane, regia di Sergio Citti (1979)
- L'imbranato, regia di Pier Francesco Pingitore (1979)
- Suor Omicidi, regia di Giulio Berruti (1979)
- Cameriera senza... malizia, regia di Bruno Gaburro (1980)
- Eva Man (Due sessi in uno), regia di Antonio D'Agostino (1980)
- Hard Sensation, regia di Joe D'Amato (1980)
- Il casinista, regia di Pier Francesco Pingitore (1980)
- Lulù la sposa erotica, regia di Paolo Moffa (1980)
- Porno Esotic Love, regia di Joe D'Amato (1980)
- Trinity Goes East, regia di Robert Tai (1998)
- Dead River, cortometraggio, regia di Tim Huebschle (2012)
- L'ascesa di Lorenzo, cortometraggio, regia di Knútur Haukstein Ólafsson (2015)

## Altre collaborazioni
Alessandro Alessandroni e i suoi Cantori Moderni sono presenti in altre collaborazioni musicali:
- Per un pugno di dollari (1964), colonna sonora di Ennio Morricone (chitarra e fischio)
- Per qualche dollaro in più (1965), idem
- Il buono, il brutto, il cattivo (1966), colonna sonora di Ennio Morricone (fischio)
- C'era una volta il west (1968), colonna sonora di Ennio Morricone (fischio)
- La ragazza con la pistola (1968), colonna sonora di Peppino De Luca (sitar)
- La legge dei gangsters (1969), colonna sonora di Piero Umiliani (voce solista)
- Prega il morto e ammazza il vivo (1970), colonna sonora di Mario Migliardi (fischio)
- I racconti di padre Brown (1970) sceneggiato TV Rai con Renato Rascel e con la collaborazione dei  4+4 di Nora Orlandi e musiche di Vito Tommaso
- Lo chiamavano Trinità (1970), colonna sonora di Franco Micalizzi (Annibale Giannarelli dei Cantori Moderni, voce solista; Alessandro Alessandroni, fischio)[6]
- Il poliziotto della brigata criminale (1975), colonna sonora di Ennio Morricone (fischio)
- Un sacco bello (1980), colonna sonora di Ennio Morricone (fischio)
- Chitarre fuori dal tempo (1982) con Sisto Feroli (fischio)
- Spaghetti Western (2008) dall'album Amen dei Baustelle (fischio)
- Bull Buster (2009) dei Guano Padano (fischio)
- Quando sarò vecchio (2011) dall'album Ora di Jovanotti (fischio)[7]
- Il mio nome è Thomas (2018), colonna sonora di Pino Donaggio (fischio)
- C'era una volta... a Hollywood (2019), film di Quentin Tarantino

## Discografia
Album in studio
- 1969 - Baroque jazz (con Carlo Pes e Franco Tamponi)
- 1970 - Ritmo dell'industria n°2
- 1971 - Underground (con Oronzo De Filippi e con lo pseudonimo The Braen's Machine)
- 1972 - Open Air Parade (SR Records, SR ST 36; con Giovanni Tommaso)
- 1972 - Mostra collettiva (con Rino De Filippi)
- 1974 - Prisma Sonoro
- 1976 - Inchiesta
- 1978 - Listen to my harmonica (con Franco De Gemini)
- 2004 - Alessandroni+Paul+Honesty
- 2007 - I Cantori Moderni di Alessandro Alessandroni

Live
- 2002 - Natale e Dintorni

Singoli
- 1965 - Se mi vuoi un po' di bene/Un giorno o l'altro
- 1966 - L'importante è avere te/Beat in studio uno)
- 1967 - Ero l'attendente del kaiser/Ormai, ormai
- 1968 - L'ultima corrida/Fruscio di foglie verdi
- 1970 - Zwei Wedekind Lieder: Der Gefangene / Erdgeist
- 2003 - Neonato Bagnaia/Neonato Berlin

Partecipazioni in compilation
- 2000 - Women in lounge

### Come Alessandroni Orchestra
- 1983 - A way to remember
- 1985 - A trip through the music

## Canzoni scritte per altri artisti
- 1966 - Tra le pagine (testo di Carlo Nistri; musica di Alessandro Alessandroni e Guido Podestà) inciso da The Serenels
  - - See saw (testo di Carlo Nistri) inciso da The Group
- 1967 - Don't Be That Way (testo di Giulia De Mutiis; musica di Alessandro Alessandroni e Francesco de Masi) inciso da Raoul
  - - Il mondo va così (testo di Giulia De Mutiis; musica di Alessandro Alessandroni e Francesco de Masi) inciso da Raoul